# Bażane
Bażane (ukr. Бажане, do 2024 Nowożełanne, ukr. Новожеланне) – wieś na Ukrainie, w obwodzie donieckim, w rejonie pokrowskim, w hromadzie Nowohrodiwka. W 2001 liczyła 274 mieszkańców.